# 말라스트라나 다리탑

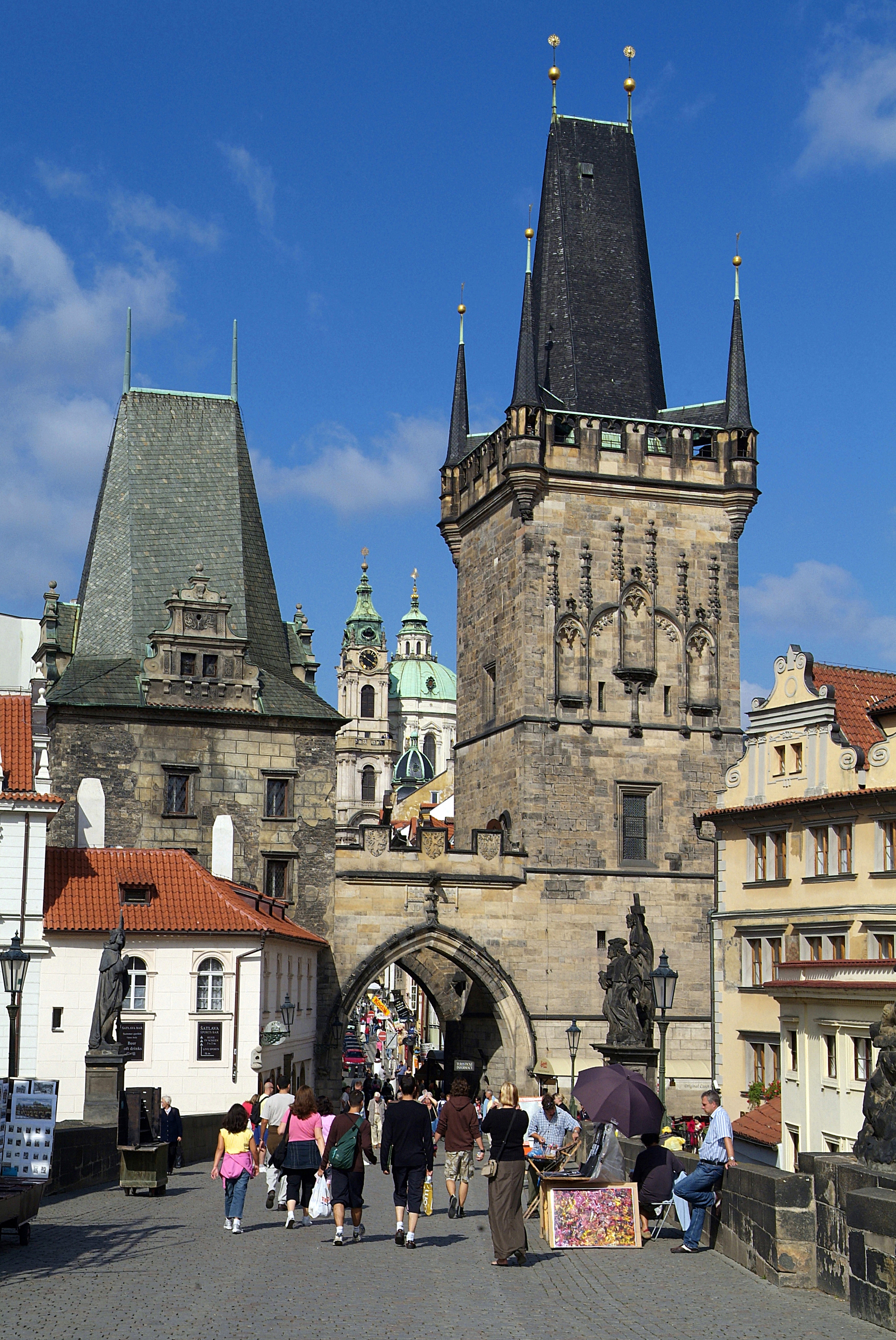
말라스트라나 다리탑

말라스트라나 다리탑(체코어: Malostranská mostecká věž)은 체코 프라하에 있는 탑이다. 탑은 카를교에서 말라스트라나로 들어가는 입구 역할을 한다.